# Samat Smakov
Samat Kabirovich Smakov (în kazahă Самат Қабірұлы Смақов, în rusă Самат Кабирович Смаков; n. 8 decembrie 1978, Semey) este un fost fotbalist kazah care a jucat ca fundaș.